# Runhild Gammelsæter

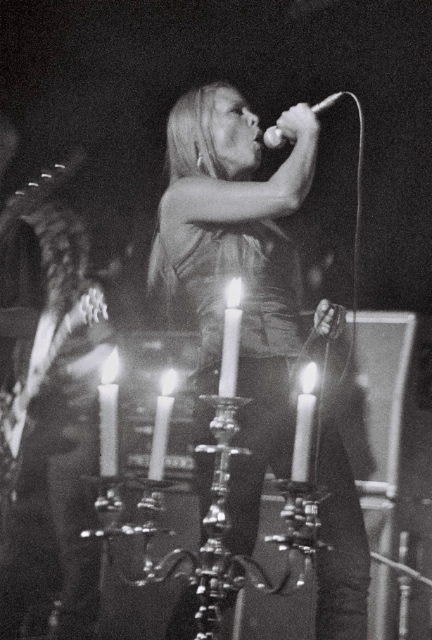
Gammelsæter mit Thorr’s Hammer beim Supersonic im Jahr 2009

Runhild Gammelsæter (geboren 1976 in Holmestrand) ist eine norwegische Musikerin, Sängerin und Physiologin. Bekannt wurde Gammelsæter insbesondere durch die Gruppe Thorr’s Hammer.

## Werdegang
Die 1976 in Holmestrand geborene Gammelsæter kam im Winter 1994/1995 als Austauschstudentin nach Ballard, Washington und wurde Teil der von Greg Anderson und Stephen O’Malley gegründeten Band Thorr’s Hammer. Ihr Einfluss auf die Band gilt als wesentlich. Sie schrieb die Texte und sang für die Band. Nach der Gründung blieb Thorr’s Hammer lediglich sechs Wochen aktiv. In dieser Zeit spielte die Band zwei Konzerte und nahm das Demoband Sannhet i Blodet und die drei Stücke umfassende EP Dommedagsnatt auf. Nachdem Gammelsæter nach Norwegen zurückgekehrt war, nahm sie ein Studium im Bereich Biologie auf. Im Jahr 2006 beteiligte sich Gammelsæter an der Gründung des internationalen Drone-Doom-Projektes Khlyst mit James Plotkin und Tim Wyskida. Gammelsæter traf die anderen Mitglieder erst zu einem Auftritt in New York. Die Aufnahmen des Debüts Chaos is My Name fanden getrennt voneinander statt. Zur Gestaltung des Begleitheftes wurde auf Gemälde von Gammelsæter zurückgegriffen. Im gleichen Jahr verteidigte sie erfolgreich ihre Dissertation zum Thema Signalsequenzen in Langerhans-Inseln an der Universität Oslo. Seither trägt sie den akademischen Grad Ph.D. und arbeitete für unterschiedliche medizinische Unternehmen. Ihre musikalische Karriere führte sie sporadisch fort. So veröffentlichte sie 2008 das Dark-Ambient-Album Amplicon. Im Jahr 2009 spielte sie mit Thorr’s Hammer auf dem Supersonic Festival in Birmingham ein Reunionkonzert. Weitere vereinzelte Konzert und Festivalauftritte folgten, unter anderem auf dem Roadburn Festival.

„My line of work meaning what I do for a living and to build my career is the science. Music is something I make and do without any ambition of ever making money on it. It is actually important for me that I never get dependent on music to make a living or that it ties me up with any obligations or feels like work.“

„Meine Arbeit, was ich beruflich mache und worauf ich meine Karriere aufzubauen versuche, ist die Wissenschaft. Musik hingegen ist etwas, was ich ohne den Ehrgeiz, jemals damit Geld zu verdienen, mache. Mir ist wichtig, dass ich nie von der Musik abhängig werde, damit meinen Lebensunterhalt verdienen muss und mich an irgendwelche Verpflichtungen binde, die sich wie Arbeit anfühlen.“

## Stil
Gammelsæter singt vornehmlich in gutturalen Varianten. Der bei Khlyst genutzte Gesang variiert zwischen Schreien, Heulen und Kreischen. Für Thorr’s Hammer bemüht sie überwiegend ein tiefes Growling. Nur eine kurze Passage wird von ihr mit klarer Stimme vorgetragen. Für ihre Solo- und Kollaborationsveröffentlichungen unter ihrem Namen nutzt sie die gesamte Bandbreite. Dem Klargesang wird ein folkloristischer Klang attestiert, der bereits der Klargesangspassage für Thorr’s Hammer nachgesagt wurde. Die von ihr auf Amplicon präsentierte Musik wird als atmosphärisches Horror-Szenario dem Dark Ambient zugerechnet. Im Mittelpunkt stehe ihre Stimme, derweil die Musik aus Rhythmen, Folk-Elementen und Keyboard-Klangflächen einen Grund hierzu gestalte.

## Diskografie
Als Runhild Gammelsæter
- 2008: Amplicon (Album, Utech Records)
- 2014: Quantum Entanglement (Kollaborations-Album mit Lasse Marhaug, Utech Records)

Mit Khlyst
Mit Thorr’s Hammer
Als Gast
- 2003: Sunn O))): The Gates of Ballard auf White1 (Album, Southern Lord)
- 2009: Fleurety: Descent Into Darkness auf Ingentes Atque Decorii Vexilliferi Apokalypsis (EP, Aesthetic Death Records)